# La Paloma Ranchettes
La Paloma Ranchettes – jednostka osadnicza w Stanach Zjednoczonych, w stanie Teksas, w hrabstwie Starr.